# Барбара Буш
Барбара Пиърс Буш (на английски: Barbara Pierce Bush) е съпруга на 41-вия президент на САЩ Джордж Х. У. Буш и майка на 43-тия президент на САЩ Джордж Уокър Буш и губернатора на щата Флорида Джеб Буш. Първа дама на САЩ от 1989 до 1993 година.

## Ранен живот
Барбара Пиърс е третото дете в семейството на Полин Робинсън (1896 – 1949) и съпруга ѝ Марвин Пиърс (1893 – 1969), който по-късно става президент на McCall Corporation, издател на популярните женски списания Redbook и McCall's. Родена е в „Бут Мемориъл Хоспитал“ в Ню Йорк.
Израства в предградията на Ню Йорк. Завършва местното училище Rye Country Day Schooland, след което постъпва в пансиона за дами „Ашли Хол“.
Барбара Буш е потомък на Томас Пиърс – един от първите колонизатори на Нова Англия и на Франклин Пиърс – 14-и президент на САЩ.

## Семейство
Когато е на 16-годишна възраст, Барбара среща младия Буш на танци преди Коледа – по това време студент в академия „Филипс“, Масачузетс. След година и половина двамата се сгодяват, точно преди Буш да влезе в армията по време на Втората световна война като пилот на бомбардировач торпедоносец. Джордж и Барбара сключват брак на 6 януари 1945 година. Техният брак, който приключва със смъртта ѝ на 17 април 2018 година, е продължил 73 години, което е най-дълго просъществувалият брак на президент и първа дама в историята на САЩ.
Двамата имат 6 деца, давайки началото на нова династия в политиката на САЩ:
1. Джордж У. Буш (6 юли 1946), 43-ти президент на САЩ (2001 – 2009) и 46-и губернатор на Тексас (1995 – 2000);
2. Робин Буш (20 декември 1949 – 11 октомври 1953, умира от левкемия);
3. Джеб Буш (11 февруари 1953), 43-ти губернатор на Флорида (1999 – 2007);
4. Нийл Буш (22 януари 1955);
5. Марвин Буш (22 октомври 1956);
6. Дороти Буш Коч (18 август 1959);

Най-големият ѝ внук Джордж П. Буш (24 април 1976), син на Джеб Буш, е четвърто поколение политик.
Семейството се мести общо 29 пъти през годините.